# Dům Metropol
Dům Metropol, též označen jako dům Metropole, stojí na území Městské památkové zóny v Karlových Varech v ulici Pod Jelením skokem 362/5. Byl postaven v letech 1885–1886 ve stylu německé renesance.
Je prohlášen kulturní památkou, památkově chráněn je od 11. dubna 2013, rejstř. č. ÚSKP 105065.

## Historie

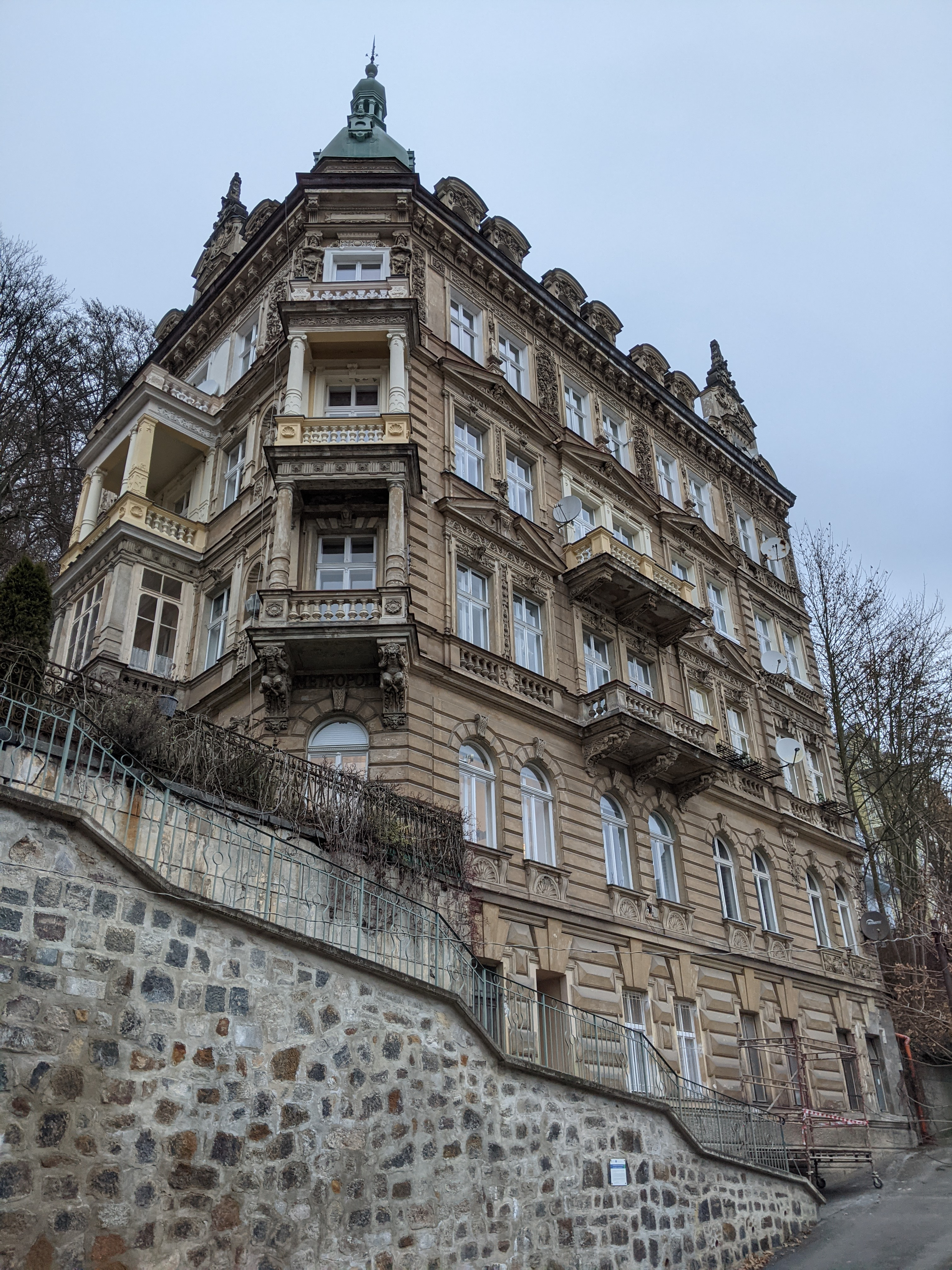
Jižní nároží, listopad 2020

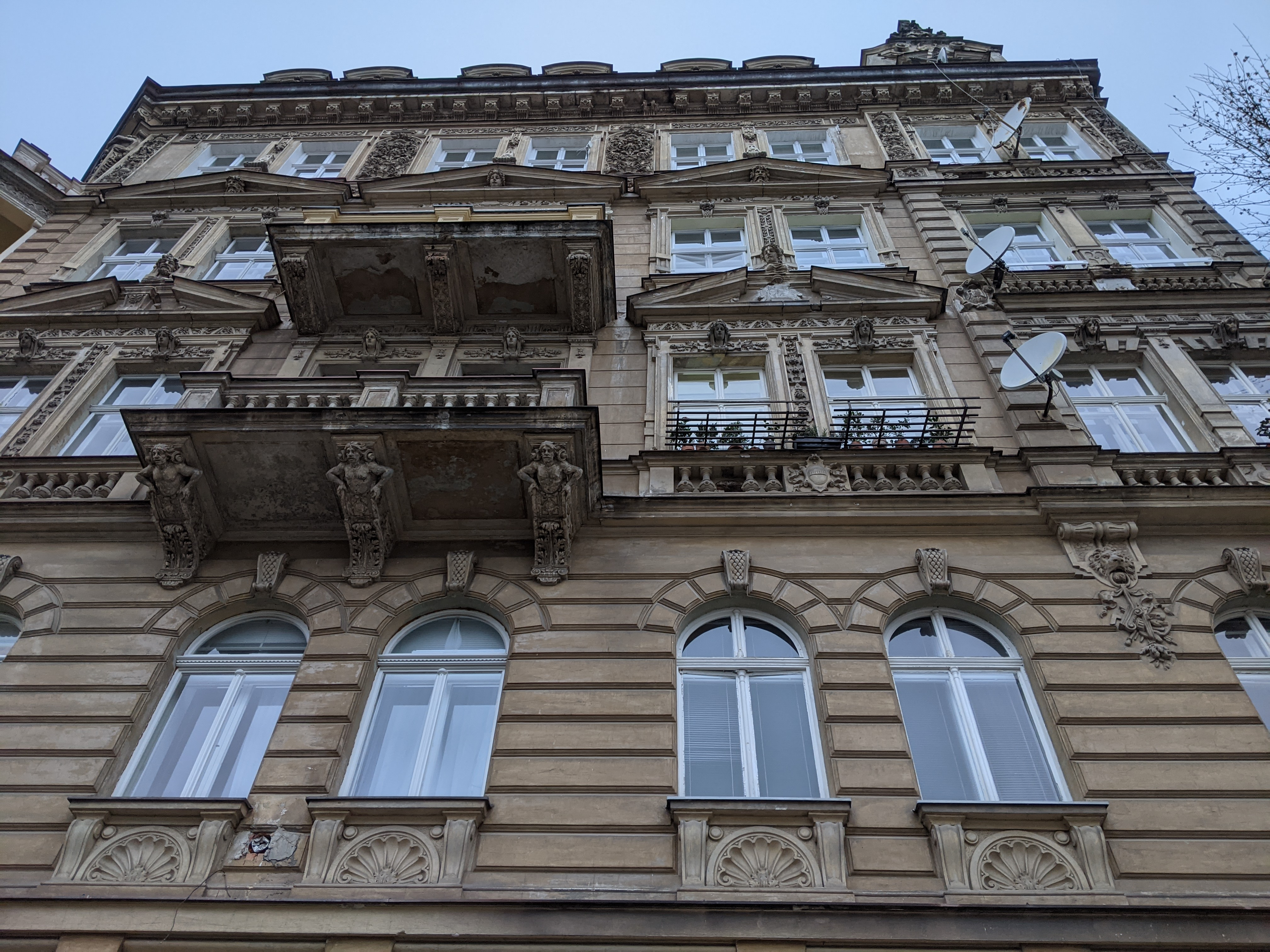
Jihovýchodní strana, listopad 2020

Stavba probíhala v letech 1885–1886. Dům nechali postavit Rudolf a Pauline Dammovi na místě staršího domu jménem Rosengarten. Návrh zástavby vypracoval stavitel Konrad Eckl, projekt poté rozpracoval ve stylu německé renesance Gustav Wiedermann z Františkových Lázní. Projekt byl několikrát upravován a zjednodušován dle požadavků stavebního úřadu. Konečný návrh jednoduššího řešení střech a nároží věžice vypracoval opět stavitel Konrad Eckl. Podle jeho projektu byly stavebně realizovány i opěrné tarasní zdi a terasové zahrady.
V roce 2014 byl dům zařazen do programu regenerace Městské památkové zóny Karlovy Vary pro období 2014–2024.
V současnosti (únor 2021) je stavba evidována jako bytový dům v majetku společenství vlastníků jednotek.

## Popis
Jedná se o jeden z nejhonosnějších domů v Karlových Varech, který tvoří i významnou urbanistickou dominantu města. Nachází se na území Městské památkové zóny v ulici Pod Jelením skokem 362/5.
Stojí na téměř obdélném půdorysu s jedním zkoseným nárožím a rizalitem. Hlavní uliční průčelí orientované do ulice Pod Jelením skokem je sedmiosé, v jeho střední ose v přízemí byl situován hlavní vstup do objektu. Je vsazen do edikulového portálu s nápisem Metropol a číslem 362. K tomuto severozápadnímu průčelí je analogicky řešeno průčelí jihovýchodní, orientované do ulice Luční vrch.
Severovýchodní průčelí je zcela hladké, neboť na něj původně z této strany navazoval další dům. Jihozápadní průčelí je řešeno jako nárožní (viz foto v infoboxu). Má zkosené nároží zakončené věžičkou a rizalit. V přízemí je v rizalitu umístěn vedlejší vstup. Ten je řešen stejně jako vstup hlavní, tj. má edikulový portál, zde však s nápisem Metropole. Ve třetím nadzemním podlaží jsou do obou nároží vsazeny niky s antikizujícími postavami. Ve čtvrtém pak je rizalit zakončen balkonem.
Fasáda objektu je zdobena štukovou výzdobou. Okenní otvory jsou olemovány profilovanými šambránami, parapety jsou zdobeny vegetativními motivy, bohatou výzdobu mají i kordonové a korunní římsy. Střecha je sedlová s vikýři, sedm v hlavním průčelí a tři v levém bočním; orámovány jsou bohatou štukovou výzdobou. Pozemek okolo objektu je směrem ze svahu ohraničen kamennou zídkou s litinovým zábradlím.